# Krautrock
Genres dérivés
Dance,, ambient, new age, post-punk, musique industrielle, post-rock, Neue Deutsche Welle, synthpop
Le krautrock désigne ironiquement le rock progressif, expérimental et psychédélique allemand ayant émergé à la fin des années 1960, un mouvement essentiellement incarné par des groupes d'Allemagne de l'Ouest. Les représentants principaux sont Tangerine Dream, Can, Faust, Neu!, Klaus Schulze, Popol Vuh, Amon Düül et Kraftwerk. 
Le krautrock connaît un regain d'intérêt dans les années 1980, alors que l'apogée du style se situe entre le début et le milieu des années 1970. Utilisant largement les instruments électroniques, le krautrock sera l'une des principales influences de l'ambient, du post-rock ou encore de la new age.

## Terminologie
Le terme « krautrock », actuellement attribué au mouvement allemand de rock expérimental de la fin des années 1960 et au début des années 1970 par la presse spécialisée britannique, a été ironiquement retenu par ses pratiquants. Le terme est à l'origine péjoratif. Propagé surtout par la presse britannique (comme New Musical Express et Melody Maker), il n'était pas utilisé en France à l'époque. 
L'ouvrage d'Éric Deshayes Au-delà du Rock, précise son origine culturelle. Le préfixe « kraut » est « l'abrégé de Sauerkraut, le chou émincé fermenté. Pour preuve de son ancienneté, il a été ajouté en 1520 au nom de la commune alsacienne de Krautergersheim (aujourd'hui connue comme capitale de la choucroute). À la fin du XIXe siècle, les Anglais désignaient les Allemands par The Krauts, les mangeurs de choucroute ».  
Son usage par la presse spécialisée vient de la chanson Mama Düül und Ihre Sauerkrautband Spielt Auf (Mama Düül and her Sauerkrautband Strike Up) d'Amon Düül,,. Le musicologue Julian Cope, dans son ouvrage Krautrocksampler, explique que le « krautrock est une mode subjectivement britannique » basée sur la manière dont le terme a émergé au Royaume-Uni plutôt que sur la scène musicale allemande dont il est issu ; Cécile Poss l'a définie comme « une musique allemande radicale du début des années '70 ».

## Histoire

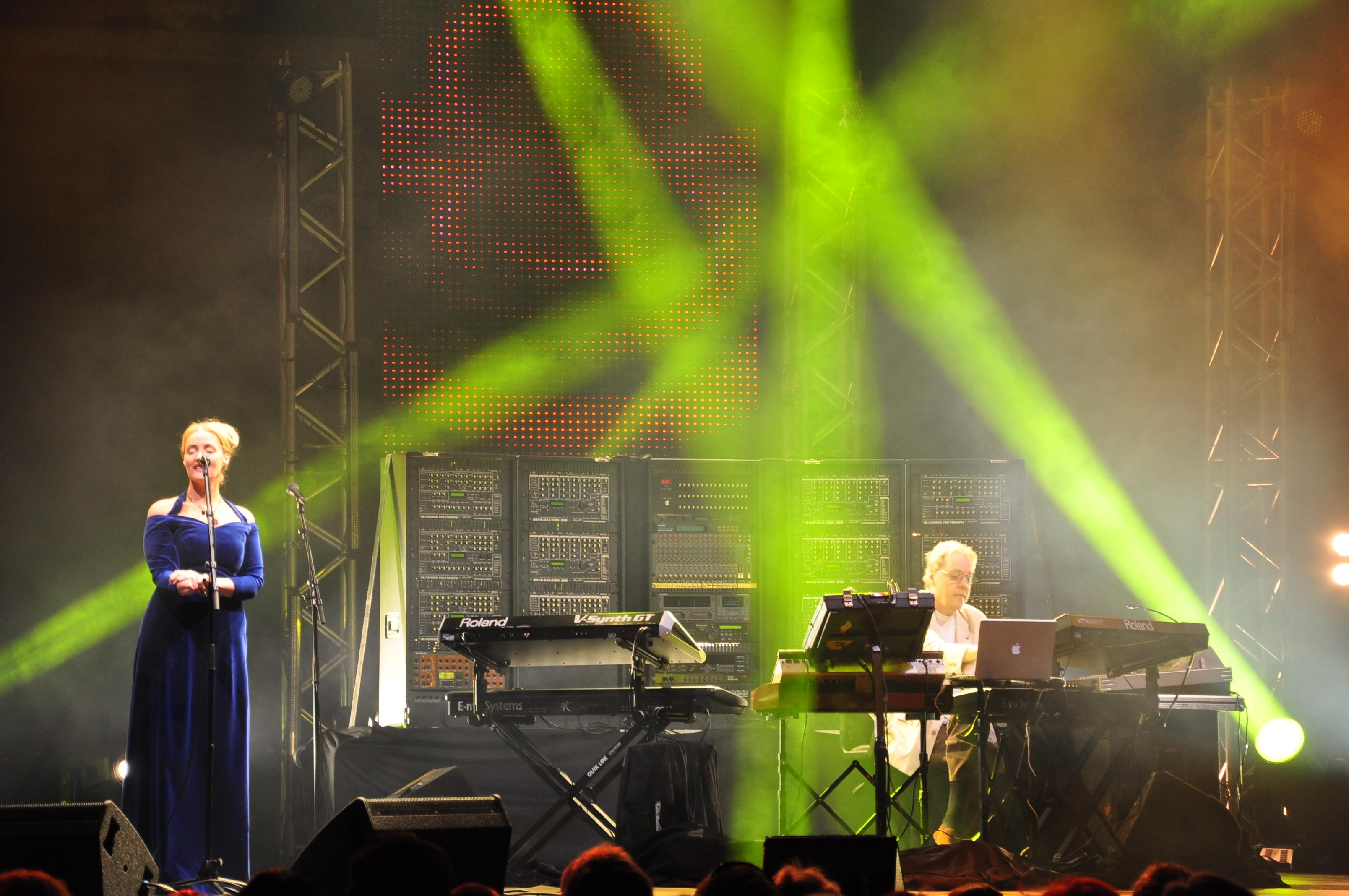
Klaus Schulze en concert avec Lisa Gerrard, en 2009, entouré de ses synthétiseurs.

La scène expérimentale et électronique allemande émerge dans le contexte du mouvement psychédélique, du pop art, et des mouvements politiques étudiants et contestataires, marqués par les émeutes de Berlin en 1967. S'y ajoute l'influence de la musique contemporaine notamment Karlheinz Stockhausen. Selon Julian Cope, l'œuvre Hymnen, composée en 1966 par Karlheinz Stockhausen, fait scandale, les différents hymnes, dont l'hymne allemand, y sont déformés sur fond de musique électronique. Les jeunes groupes allemands reconnaissent en Stockhausen une figure tutélaire, mais ne suivent pas nécessairement ses préceptes théoriques. Ils trouvent surtout une source d'inspiration dans le courant de la musique minimaliste répétitive américaine, celle de La Monte Young, Terry Riley, Steve Reich ou de Philip Glass.
Le musicien berlinois Klaus Schulze fonde dès 1967 Psy Free, groupe de rock psychédélique, avant de rejoindre Tangerine Dream comme batteur en 1969. Deux ans plus tard, il fonde Ash Ra Tempel, avant de partir dans une carrière solo, qu'il initie avec l'album Irrlicht considéré comme un classique du genre. Il sera l'une des principales influences des groupes du rock progressif allemand, en plaçant au premier plan l'utilisation du synthétiseur, des montages électroniques et autres collages sonores, marque de fabrique du style.
À Cologne, Can, fondé en 1968, s'inspire à la fois du free jazz (pour l'improvisation), du rock (pour la rythmique rhythm and blues simplifiée) et de Karlheinz Stockhausen (pour les montages de bandes en studio). Le groupe reste à l'heure actuelle l'un des plus importants de la scène krautrock. Après Klaus Schulze et Can, le mouvement commence à attirer de nombreux musiciens en Allemagne de l'Ouest. À Cologne, Floh de Cologne propose dès 1969 un rock simple mais furieusement contestataire, suivie bientôt de Neu!, groupe qui inspirera les Sex Pistols, ainsi que bon nombre de groupes punks. En 1969, à Düsseldorf, naît Organisation, groupe éphémère qui laissera la place en 1970 à Kraftwerk que l'on considère généralement comme le pionnier de la musique électronique et du rock industriel. En compagnie de Tangerine Dream, ils restent les deux formations à avoir eu réellement un important succès international, malgré la présence de très nombreuses formations telles que Popol Vuh, Cluster, Faust, Guru Guru, Amon Düül II. En Allemagne de l'Ouest, les producteurs et artistes Dieter Dierks, Conny Plank et Rolf-Ulrich Kaiser sont les premiers à s'intéresser de près à ces nouveaux groupes et à les promouvoir. Kaiser fondera en particulier le label Ohr Musik (renommé Die Kosmischen Kuriere avant de péricliter) uniquement destiné aux groupes de krautrock, et formera, pour le faire connaître, le supergroupe Cosmic Jokers. Le trio Triumvirat, formé à Cologne en 1969, du claviériste Hans-Jurgen Fritz, du bassiste chanteur Werner Frangerberg et du batteur-percussionniste-parolier Hans Bathelt, connaîtront une carrière inégale à la suite des très fréquents changements de musiciens. Ils ont produit 7 albums entre 1969 et 1980, les 5 premiers étant les plus appréciés des fans. 
Si les groupes les plus connus arrivent à se faire connaître en dehors d'Allemagne dès les années 1970, il faudra attendre pour la plupart d'entre eux les années 1980, voire les années 1990, pour qu'ils réussissent à se faire connaître en Europe, alors que l'apogée du style était passé. Les principaux représentants de ce style continuent de tourner au début du XXIe siècle. Ce style a été une importante source d'inspiration pour de nombreux genres et artistes de rock par la suite. Dont une nouvelle génération qui est allée chercher les influences et débuts dans la musique électronique actuelle, dans laquelle ils ont été confrontés. Ils en ont sorti une nouvelle vague de petits groupes, un peu partout dans le monde, qui assument leurs influences et le genre krautrock.

## Caractéristiques
Le krautrock est un style très éclectique. Néanmoins, il peut être considéré comme un mélange de rock, surtout les rock progressif et psychédélique anglais, de musique classique ou contemporaine allemande, des nouvelles idées expérimentales venant du jazz ou des groupes de rock des années 1960. Le style profite également des progrès technologiques avec les synthétiseurs. Si la structure des groupes ressemble à celle des groupes anglais, le (ou les) claviériste(s) occupe(nt) une place plus importante que chez ces derniers. Il en résulte alors des sonorités très proches de la musique électronique, accentuées en général par l'utilisation d'équipement de synthèse sonore, d'orgue électronique ou encore de l'overdub, permettant de superposer différents enregistrements. L'improvisation occupe également une place importante, à l'instar des groupes de rock progressif. Enfin, certains groupes, tels que Neu!, Can ou Faust, expérimentent les rythmiques hypnotiques. C'est alors le motorik, qui préfigure ainsi le post-rock.
Au-delà de l'aspect musical, le krautrock possède un patrimoine culturel fort, souvent contestataire, passant alors par l'engagement politique des artistes. Ainsi Amon Düül II est issue de la scission d'Amon Düül, groupe représentant l'expression collective d'une communauté anarchiste, qui se veut avant tout véhicule d'idées avant-gardistes philosophiques et politiques. Floh de Cologne se distingue comme un groupe anti-fasciste de par ses textes et ses pochettes (par exemple l'artwork de Geyer Symphonie (1974), représentant un aigle, symbole du Troisième Reich, en train de mourir). La frange la plus « planante », représentée par Tangerine Dream, Klaus Schulze ou Ash Ra Tempel, cite Pink Floyd comme principale influence, en particulier l'album A Saucerful of Secrets, sorti en 1968. Certains groupes anglo-saxons de rock progressif, comme Yes ou King Crimson, influencent également une petite partie de la scène krautrock, telle que le groupe Eloy. Outre les groupes de rock progressif, mais dans une moindre mesure, des artistes tels que Jimi Hendrix, Cream ou The Yardbirds, sont régulièrement cités, surtout pour le fort penchant à l'improvisation de ces derniers. On retrouve aussi une forte influence de la musique contemporaine, dont le compositeur allemand Karlheinz Stockhausen notamment pour le groupe Can dont le bassiste fut l'élève, de la musique bruitiste (Luigi Russolo), répétitive (Steve Reich) ou concrète (Pierre Schaeffer). En revanche, si le krautrock demeure influencé par le rock et les musiques contemporaines au niveau des sonorités, il se rapproche de la structure du free jazz dans l'écriture des compositions. Des groupes, tels que Can, citent Ornette Coleman et Albert Ayler parmi leurs influences.
Au niveau idéologique, le krautrock est très influencé par les principaux mouvements artistiques ou politiques des années 1950 et 1960 : le mouvement Flower Power, le mouvement Fluxus, les différents mouvements étudiants et contestataires de la fin des années 1960 et dans une moindre mesure le dadaïsme.

## Influences
Le krautrock est tout d'abord une influence importante dans le développement du post-punk, en particulier les groupes The Fall et This Heat, au début des années 1980. Vers la fin des années 1990, grâce au retour de la musique électronique et à la redécouverte des groupes allemands du style, le krautrock influence de nombreuses formations, telles que Stereolab, The Mars Volta, Deerhunter, Wilco, Laika, Mouse on Mars, Tortoise ou encore Fujiya & Miyagi, à l'origine du post-rock. Le groupe Radiohead effectue une reprise de Thief, chanson de Can, et cite, outre ce dernier, Neu! et Faust parmi ses influences, de même que des artistes comme Julian Cope, ayant d'ailleurs écrit un ouvrage consacré au krautrock, Sand, The Legendary Pink Dots ou encore le groupe de rock progressif Porcupine Tree. Enfin, la nouvelle vague de la musique électronique des années 1990, mené par Autechre, Dead Voices On Air et Khan, emprunte souvent au répertoire des groupes de krautrock, notamment Tangerine Dream et Kraftwerk.
Depuis 2011, le krautrock est de nouveau à l'honneur avec Elektronische Staubband, le tout nouveau projet de Yann Tiersen, associés aux musiciens Lionel Laquerrière et Thomas Poli. Le projet consiste en 2011 à reprendre les deux derniers albums de Y. Tiersen pour les remixer avec une quantité de synthétiseurs. Quelques dates en 2011 puis 2012 (Route du Rock hiver), un projet d'enregistrement d'un nouvel album sur 2012 est à l'étude (source RdR & Canal B : interview ES)[source insuffisante]. Sur la scène britannique, le krautrock influence également des groupes s'inspirant du post-punk comme Girls Names.

## Groupes représentatifs
Les groupes et artistes représentatifs du genre incluent notamment : Agitation Free, Amon Düül, Amon Düül II, Annexus Quam, A.R and Machines, Ash Ra Tempel, Between, Birth Control, Brainticket, Can, Drive Simone, Cluster, Cosmic Jokers, Deuter, Eloy, Embryo, Eroc, Exmagma, Faust, Floh de Cologne, Föllakzoid, Gila, Grobschnitt, Guru Guru, Jane, Klaus Schulze, La Düsseldorf, Kraftwerk, Nektar, Neu!, Popol Vuh, Jean Ven Robert Hal, Tangerine Dream, Triumvirat, Xhol, Siloah, et Wallenstein.